# Chiński zodiak
Chiński zodiak (chiń. 十二生肖; pinyin Shí'èr shēngxiào; jyutping Sap6 ji6 sang1 ciu3) – hongkońsko-chiński przygodowy film akcji w reżyserii Jackiego Chana, którego premiera odbyła się 12 grudnia 2012 roku.

## Obsada
Źródło: Filmweb

- Jackie Chan – Asian Hawk
- Kwon Sang-woo – Simon
- Kenny G – pilot
- Yao Xingtong – Coco
- Zheng Wei
- Laura Weissbecker – Katherine
- Pierre Bourdaud – pirat
- Vincent Sze – Michael
- Oliver Platt
- Bo-Yee Poon
- Caitlin Dechelle
- Cary Woodworth – Jonathan
- Steven Dasz – operator kamery
- Andrew Dasz – hiszpański reporter
- Jill Kelsey – reporter
- Alaa Safi – Vulture
- Stephane Girondeaud – francuski ochroniarz
- Emmanuel Lanzi – pomocnik
- Yoo Seung-jun – szef piratów
- Liao Fan – David
- Olivier Sa – poplecznik
- Rani Bheemuck – hinduska reporterka
- Zhang Lanxin
- David Serero – ochroniarz
- Paul Philip Clark – ochroniarz Pierre’a
- Myriam Blanckaert – francuska pokojówka
- Emilie Guillot – francuska reporterka

## Produkcja

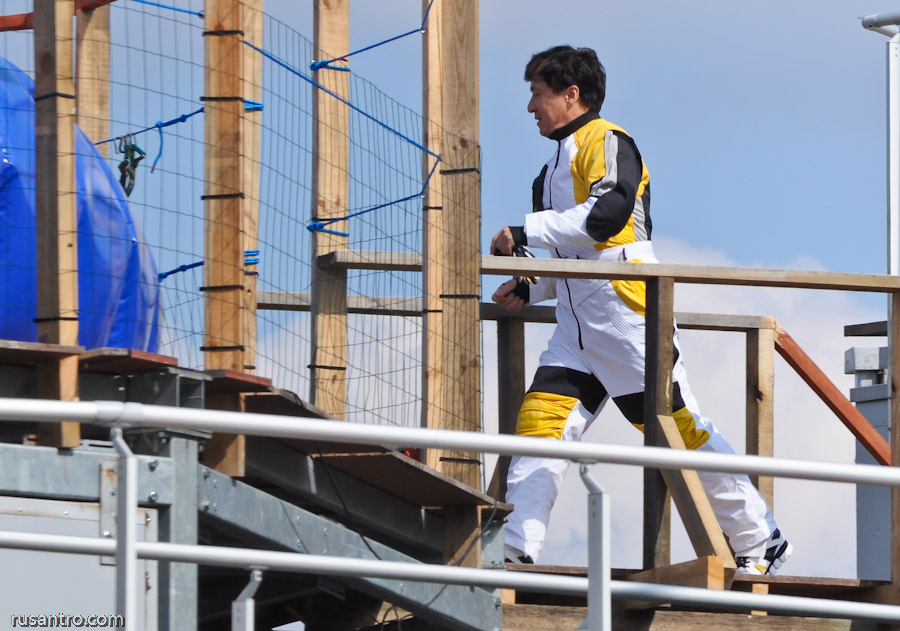
Jackie Chan 24 kwietnia 2012 roku podczas kręcenia filmu w Jełgawie

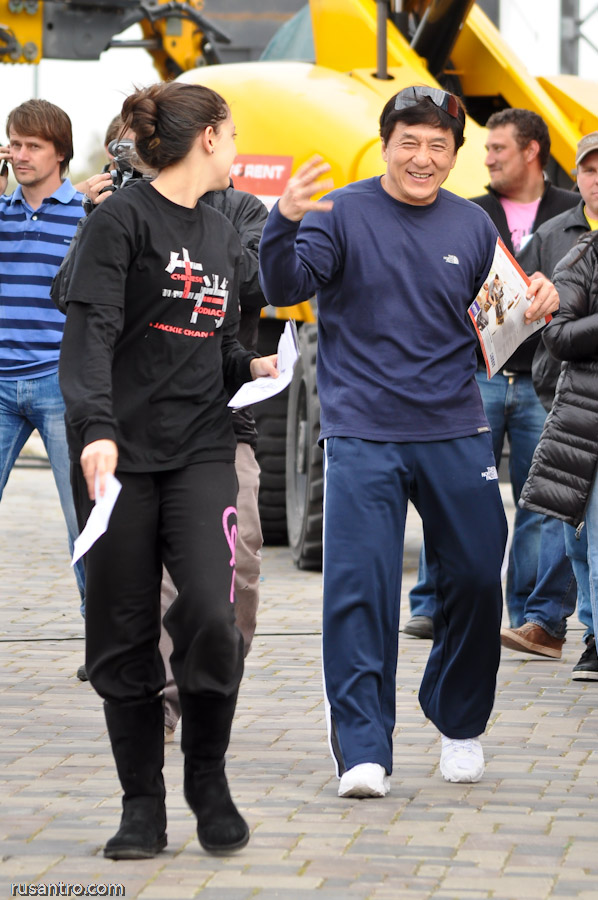
Jackie Chan 27 kwietnia 2012 roku podczas kręcenia filmu w Jełgawie

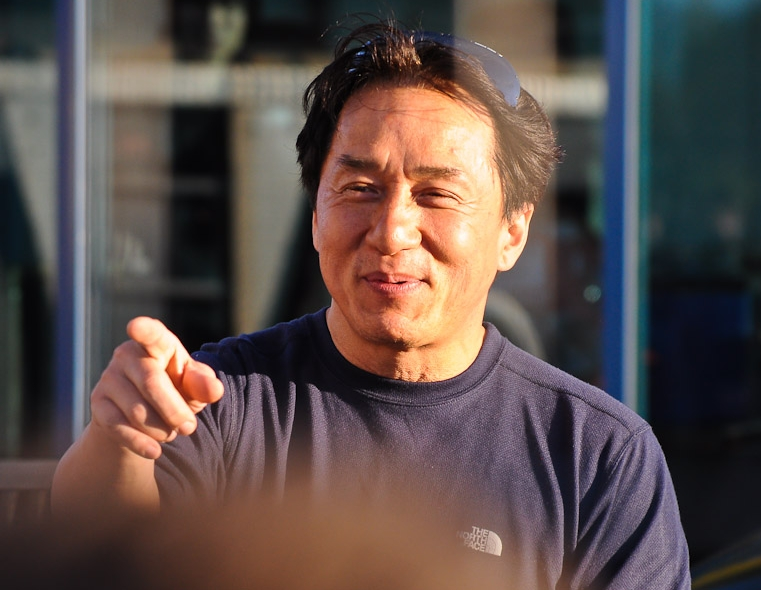
Jackie Chan 2 maja 2012 roku podczas kręcenia filmu w Jełgawie

Film od 18 kwietnia do 2 maja 2012 roku był kręcony w pionowym tunelu aerodynamicznym Aerodium w Jełgawie. Film był kręcony w Vanuatu, Australii, Pekinie, Paryżu oraz innych miejscach Francji i Tajwanu.
Chiński zodiak kosztował 300 mln renminbi (60,3 mln dolarów amerykańskich).
Za sprawą filmu Jackie Chan został dwukrotnie wpisany do Księgi rekordów Guinnessa. Pierwszy rekord dotyczy wykonania przed kamerą największej liczby wyczynów kaskaderskich, drugi liczby pełnionych funkcji; Chan był reżyserem, scenarzystą, odtwórcą głównej roli, producentem, producentem wykonawczym, autorem zdjęć, scenografem, kierownikiem produkcji, koordynatorem cateringu, koordynatorem kaskaderów, mistrzem oświetlenia, wykonawcą przewodniego tematu muzycznego, rekwizytorem i kaskaderem.

## Promocja i premiera
18 maja 2012 roku Jackie Chan promował film podczas 65. Międzynarodowego Festiwalu Filmowego w Cannes.
Premiera filmu odbyła się 12 grudnia 2012 roku w Hongkongu. W Chińskiej Republice Ludowej premiera filmu odbyła się osiem dni później.

## Odbiór

### Dochód
W dniu premiery w Chińskiej Republice Ludowej film uplasował się na pierwszym miejscu wyświetlanych filmów w tym kraju oraz ustanowił nowy rekord dochodu pierwszego dnia. Chiński zodiak w cztery pierwsze dni zarobił 222 000 000 renminbi (36 600 000 dolarów amerykańskich). W okresie od 20 grudnia 2012 do 6 stycznia 2013 roku film zarobił 720 000 000 renminbi (116 000 000 dolarów amerykańskich).
W latach 2012–2014 w Chińskiej Republice Ludowej film zarobił 880 000 000 renminbi (145 000 000 dolarów amerykańskich). W Hongkongu film zarobił 1 152 000 dolarów hongkońskich.

### Nagrody i nominacje
Źródło: Internet Movie Database
| Rok  | Miejsce                            | Nagroda               | Kategoria                      | Nominacja                                               | Wynik     |
| ---- | ---------------------------------- | --------------------- | ------------------------------ | ------------------------------------------------------- | --------- |
| 2013 | Golden Horse Film Festival         | Golden Horse Award    | Best Action Choreography       | Jackie Chan, Jun He                                     | Wygrana   |
| 2013 | Hong Kong Film Awards              | Hong Kong Film Award  | Best Action Choreography       | Jackie Chan, Brad Allan, Jun He, Jackie Chan Stunt Team | Wygrana   |
| 2013 | Hong Kong Film Awards              | Hong Kong Film Award  | Best Film Editing              | Chi Wai Yau                                             | Nominacja |
| 2013 | Hong Kong Film Awards              | Hong Kong Film Award  | Best Visual Effects            | Young-woo Han, Victor Wong, Patrick Chui, Seong-ho Jang | Nominacja |
| 2013 | Huabiao Film Awards                | Huabiao Film Award    | Outstanding Co–Produced Film   | Film                                                    | Wygrana   |
| 2013 | Huabiao Film Awards                | Huabiao Film Award    | Outstanding Abroad Actor       | Jackie Chan                                             | Nominacja |
| 2013 | Huading Awards                     | Huading Award         | Best Actor in a Motion Picture | Jackie Chan                                             | Nominacja |
| 2013 | Macau International Movie Festival | Golden Lotus Award    | Best Director                  | Jackie Chan                                             | Wygrana   |
| 2013 | Macau International Movie Festival | Golden Lotus Award    | Best Picture                   | Jackie Chan                                             | Nominacja |
| 2014 | Hundred Flowers Awards             | Hundred Flowers Award | Best Actress                   | Helen Yao                                               | Nominacja |
| 2014 | Hundred Flowers Awards             | Hundred Flowers Award | Best Actor                     | Jackie Chan                                             | Nominacja |
| 2014 | Hundred Flowers Awards             | Hundred Flowers Award | Best New Performer             | Zhang Lanxin                                            | Nominacja |
| 2015 |                                    | Guinness World Record | Najwięcej ról w jednym filmie  | Jackie Chan                                             | Wygrana   |